# 李俊秀
李俊秀（韓語：이준수，2007年10月25日—），演員李鐘赫的二兒子，家中還有一位大四歲的哥哥李卓秀，2013年同爸爸 李鐘赫一起參加出演MBC綜藝節目 《爸爸！我們去哪裡？》，在節目中調皮搞笑機靈的模樣，和爸爸李鐘赫逗趣的相處方式深受觀眾喜愛。2013年8月15日，和爸爸李鍾赫一起在首爾三城洞Coex舉辦粉絲簽名會。並在2013年的MBC演藝大賞獲得特別獎。
在2021年開播當吃播或生活趣事的youtuber。
在2022年，又與爸爸李鐘赫參加親子綜藝節目，tvN STORY《現在跟我來》，時隔十年的搞笑機靈模樣與爸爸相處方式依舊沒有變，深得觀眾與觀看過 《爸爸！我們去哪裡？》老觀眾喜愛。
於2022年3月就讀韓國高陽藝術高等學校一年級

## 演出作品
| 年份   | 節目                         | 頻道      | 角色     | 備註                                  |
| 2013   | 《爸爸！我們去哪裡？》第一季 | MBC       | 固定成員 |                                       |
| 2014年 | 《爸爸！我們去哪裡？》第二季 | MBC       | 特別出演 | E07.20140309 E25.2014727 E26.20140803 |
| 2021年 | 白種元的胡同餐館             | SBS       | 特別出演 | E04.20210630                          |
| 2021年 | 解放小镇                     | JTBC      | 特別出演 | E24.20210810                          |
| 2022年 | Z心所欲Z當年                 | Mnet      | 固定成員 |                                       |
| 2022年 | 資本主義學校                 | KBS2      | 特別出演 | E04.220424                            |
| 2022年 | 現在跟我來                   | tvN STORY | 固定成員 |                                       |

## 獎項
| 年度 | 獎項        | 類別     | 作品                         | 入圍者                             | 結果 |
| 2013 | MBC演藝大獎 | 特别獎   | 《爸爸！我們去哪裡？》第一季 | 全體                               | 獲獎 |
| 2013 | MBC演藝大獎 | 年度大賞 | 《爸爸！我們去哪裡？》第一季 | 尹侯、金民國、成俊、李俊秀、宋智雅 | 獲獎 |